# Élections législatives nigériennes de 1989
Les élections législatives nigériennes de 1989 ont lieu le 10 décembre 1989 afin d'élire les membres de l'Assemblée nationale du Niger.
Il s'agit des premières élections législatives depuis celles de 1970, le coup d’État de 1974 ayant installé au pouvoir une junte militaire conduite par le général Seyni Kountché. Ce dernier meurt cependant en novembre 1987 d'une tumeur au cerveau, laissant le pouvoir au général Ali Saïbou, qui décide de mettre fin au régime militaire en amorçant une politique de « décrispation ». Le scrutin de 1989 fait ainsi suite à l'adoption d'une nouvelle Constitution par référendum en septembre, qui instaure le Mouvement national pour la société du développement (MNSD) comme parti unique. En l'absence de concurrents, le MNSD remporte l'intégralité des sièges, tandis qu'Ali Saibou est élu président de la République lors de l'élection présidentielle organisée simultanément, également sans opposants.
Les élections voient par ailleurs des femmes être élues pour la première fois à l'Assemblée nationale, avec l'élection de Roukayatou Abdou Issaka, Bibata Adamou Dakaou, Souna Hadizatou Diallo, Mounkaïla Aïssata et Marie Lebihan.

## Résultats
|                           |                                                            |           |       |        |     |  |  |  |  |  |  |  |  |  |
| Parti                     | Parti                                                      | Voix      | %     | Sièges | +/- |  |  |  |  |  |  |  |  |  |
|                           | Mouvement national pour la société du développement (MNSD) | 3 314 913 | 99,52 | 93     | 93  |  |  |  |  |  |  |  |  |  |
| Votes « contre »          | Votes « contre »                                           | 15 865    | 0,48  | 0      | –   |  |  |  |  |  |  |  |  |  |
|                           |                                                            |           |       |        |     |  |  |  |  |  |  |  |  |  |
| Suffrages exprimés        | Suffrages exprimés                                         | 3 330 778 | 99,85 |        |     |  |  |  |  |  |  |  |  |  |
| Votes blancs et invalides | Votes blancs et invalides                                  | 5 115     | 0,15  |        |     |  |  |  |  |  |  |  |  |  |
| Total                     | Total                                                      | 3 335 893 | 100   | 93     | 43  |  |  |  |  |  |  |  |  |  |
| Abstentions               | Abstentions                                                | 172 381   | 4,91  |        |     |  |  |  |  |  |  |  |  |  |
| Inscrits / participation  | Inscrits / participation                                   | 3 508 274 | 95,09 |        |     |  |  |  |  |  |  |  |  |  |